# Медаль Рэлея
Медаль Рэлея (англ. Rayleigh Medal) — ежегодная научная награда Акустического института (Великобритания) за выдающиеся достижения в акустике. Награда учреждена в честь британского физика Джона Уильяма Стретта, лорда Рэлея (1842−1919).

## Список награждённых
- 1970: David E. Weston[англ.]
- 1975: Peter Hubert Parkin
- 1977: Леонид Максимович Бреховских
- 1978: Edward George Sydney Paige[англ.]
- 1979: Edgar Albert George Shaw
- 1980: Philip E. Doak
- 1981: Karl Uno Ingard
- 1982: Geoffrey Barratt Warburton
- 1983: Eugen J. Skudrzyk
- 1984: Джон Фокс Уильямс
- 1985: Peter Westervelt[англ.]
- 1986: Элфин Ричардс
- 1987: Манфред Роберт Шрёдер
- 1988: David Crighton[англ.]
- 1989: Henning E. von Gierke
- 1990: Frank Fahy
- 1991: Manfred Heckl
- 1992: Джеймс Лайтхилл
- 1993: Michel Bruneau
- 1994: Edward Frank Evans
- 1995: Richard H. Lyon
- 1996: Keith Attenborough
- 1997: Leif Bjorno
- 1998: William Anthony Ainsworth
- 1999: George C. Maling
- 2000: Виктор Крылов[1]
- 2001: Hideki Tachibana[нем.]
- 2002: Philip Nelson[2]
- 2003: Hugo Fastl
- 2004: Alan Cummings
- 2005: Heinrich Kuttruff[англ.]
- 2006: Michael Fleming E. Barronn[3]
- 2007: Michael Howe[4]
- 2008: C. H. Harrison
- 2009: Colin Hansen
- 2010: Bob Craik
- 2011: John Bradley
- 2012: Yui Wei Lam
- 2013: Jacques Yves Guigné
- 2014: Timothy Grant Leighton[англ.]
- 2014: Лео Беранек
- 2015: Sir Harold Marshall[англ.]
- 2016: Rupert Thornely-Taylor
- 2017: Juan Antonio Gallego Juárez
- 2018: David Thompson

## См.также
- Список лауреатов с сайта Акустического института (англ.)
- Медаль Тиндаля